# Anteaeolidiella
Anteaeolidiella  M.C. Miller, 2001 è un genere di molluschi nudibranchi della famiglia Aeolidiidae.

## Tassonomia
Comprende le seguenti specie:
- Anteaeolidiella cacaotica (Stimpson, 1855)
- Anteaeolidiella chromosoma (Cockerell & Eliot, 1905)
- Anteaeolidiella fijensis Carmona, Bhave, Salunkhe, Pola, Gosliner & Cervera, 2014
- Anteaeolidiella indica (Bergh, 1888)
- Anteaeolidiella ireneae Carmona, Bhave, Salunkhe, Pola, Gosliner & Cervera, 2014
- Anteaeolidiella lurana (Ev. Marcus & Er. Marcus, 1967)
- Anteaeolidiella oliviae (MacFarland, 1966)
- Anteaeolidiella orientalis (Bergh, 1888)
- Anteaeolidiella poshitra Carmona, Bhave, Salunkhe, Pola, Gosliner & Cervera, 2014
- Anteaeolidiella saldanhensis (Barnard, 1927)
- Anteaeolidiella takanosimensis (Baba, 1930)